# Utrecht XI
Het Utrechts elftal (Utrecht XI of Stad Utrecht) was een selectie van spelers van profvoetbalclubs uit Utrecht dat deelnam aan de Jaarbeursstedenbeker 1962/63.
Tussen 1955 en 1963 namen speciale selecties deel uit steden die meerdere profclubs hadden. Het Utrechts elftal werd samengesteld uit spelers van DOS, Velox en Elinkwijk en nam enkel in het seizoen 1962/63 deel en bereikte de tweede ronde van het toernooi.  Het team stond onder leiding van Velox-trainer Daan van Beek.

## Selectie
- Nico van Zoghel
- Charles Smits
- Job Gademans
- Joop Jochems
- Humphrey Mijnals
- Willem van Arnhem
- Frans Geurtsen
- Josef Siahaya
- Tonny van der Linden
- Leen Morelisse
- Gerard Weber
- Martin Okhuijsen
- George Liptak
- Cor Luiten
- Chris Geutjes
- Miklós Dacsev
- Jacques Westphaal
- Ben Aarts

## Wedstrijden

### in Europa
| Seizoen | Competitie           | Ronde | Land               | Club                    | Score    |
| ------- | -------------------- | ----- | ------------------ | ----------------------- | -------- |
| 1962/63 | Jaarbeursstedenbeker | 1R    | Vlag van Duitsland | SC Tasmania 1900 Berlin | 3–2, 2–1 |
|         |                      | 1/8   | Vlag van Schotland | Hibernian FC            | 0–1, 1–2 |

Zie ook: Deelnemers UEFA-toernooien Nederland

### Jaarbeursstedenbeker
| 1e ronde                                       | Utrecht XI                               | 3 – 2 (1 – 1) | Tasmania Berlin                         |
| 12 september 1962 Plaats: Utrecht Galgenwaard  | Frans Geurtsen 6', 77' Josef Siahaya 61' |               | 43' Horst Greuel 55' Wolfgang Neumann   |
| 1e ronde                                       | Tasmania Berlin                          | 1 – 2 (1 – 2) | Utrecht XI                              |
| 17 oktober 1962 Plaats: Berlijn Olympiastadion | Wolfgang Rosenfeldt 17'                  |               | 33' Cor Luiten 35' Tonny van der Linden |
| 2e ronde                                       | Utrecht XI                               | 0 – 1 (0 – 1) | Hibernian FC                            |
| 27 november 1962 Plaats: Utrecht Galgenwaard   |                                          |               | 11' Duncan Falconer                     |
| 2e ronde                                       | Hibernian FC                             | 2 – 1 (1 – 1) | Utrecht XI                              |
| 12 december 1962 Plaats: Edinburgh Easter Road | Gerry Baker 23' Morris Stevenson 48'     |               | 21' Frans Geurtsen                      |

## Statistieken

### Topscorers
| Competitie \| # \| Naam \| \| \| ------ \| -------------------- \| - \| \| 1. \| Frans Geurtsen \| 3 \| \| 2. \| Tonny van der Linden \| 1 \| \| 2. \| Cor Luiten \| 1 \| \| 2. \| Josef Siahaya \| 1 \| \| Totaal \| Totaal \| 6 \| |                      |      |
| # | Naam                 | Goal |
| 1. | Frans Geurtsen       | 3    |
| 2. | Tonny van der Linden | 1    |
| 2. | Cor Luiten           | 1    |
| 2. | Josef Siahaya        | 1    |
| Totaal | Totaal               | 6    |